# Джака
Джака (рум. Geaca) — село у повіті Клуж в Румунії. Входить до складу комуни Джака.
Село розташоване на відстані 310 км на північний захід від Бухареста, 38 км на схід від Клуж-Напоки.

## Населення
За даними перепису населення 2002 року у селі проживали 645 осіб.
Національний склад населення села:
| Національність | Кількість осіб | Відсоток |
| -------------- | -------------- | -------- |
| румуни         | 597            | 92,6%    |
| угорці         | 43             | 6,7%     |

Рідною мовою назвали:
| Мова      | Кількість осіб | Відсоток |
| --------- | -------------- | -------- |
| румунська | 604            | 93,6%    |
| угорська  | 38             | 5,9%     |